# Music Hal
Music Hal — первый студийный альбом польской музыкальной группы Zakopower, выпущенный 16 мая 2005 года звукозаписывающей компанией Kayax (дистрибьютор — EMI Music Poland). В польском чарте наивысшей позицией альбома стало 7 место. По итогам продаж в Польше диск стал золотым.

## Об альбоме
Запись альбома Music Hal стала результатом сотрудничества музыкантов коллектива Zakopower с продюсером и композитором Матеушем Поспешальским. Изначально участники Zakopower исполняли на концертах традиционную подгальскую музыку, но перед записью их дебютного диска Матеуш Поспешальский предложил внести изменения в репертуар группы, дополнив народные мелодии современными аранжировками. Совместными усилиями музыкантов Zakopower, Матеуша Поспешальского, а также приглашённых авторов и исполнителей были написаны 12 песен, в том числе акустическая композиция на слова подгальского поэта и писателя Казимежа Пшерва-Тетмайера. Основным композитором и продюсером альбома стал Матеуш Поспешальский, тексты для песен (на подгальском говоре) написали Себастьян Карпель-Булецка, Бартоломей Кудасик и другие участники группы Zakopower. К отдельным песням музыку написали приглашённые авторы — Лидия Поспешальская, Карим Мартусевич, Ян Поспешальский и Марцин Поспешальский. Помимо членов группы Zakopower в записи также участвовали Пётр Жижелевич, сыгравший на ударных инструментах, Карим Мартусевич, сыгравший на контрабасе и пиле, Марцин Поспешальский, сыгравший на бас-гитаре и контрабасе, а также другие музыканты. Альбом записывался в студиях Anatomy Studio, Matika Studio, Media Studio, Mimofon Studio, Studio Burzy, Studio Olka Wilka и Studio U Karima.
По итогам 2005 года группа Zakopower была номинирована на национальную премию «Фридерик» в шести категориях. Альбом Music Hal претендовал на две награды «Фридерик» — в категориях «Лучший альбом — этно/фолк» и «Лучший дизайн обложки альбома», а сама группа Zakopower была номинирована на премии «Лучший новый исполнитель» и «Лучшая группа». Также номинировалась одна из самых популярных песен альбома «Kiebyś ty…» — в категориях «Лучшее видео» и «Лучший музыкальный продюсер» (номинанты — Матеуш Поспешальский и Пётр Рыхлец).
Песня «Kiebyś ty…» была выпущена в формате сингла в том же году, что и альбом. Сингл включил альбомную версию и укороченную версию для радио. Для продвижения сингла и альбома на песню «Kiebyś ty…» был снят видеоклип режиссёром Анной Малишевской. На XLII Национальном фестивале польской песни в Ополе за исполнение «Kiebyś ty…» группа Zakopower получила специальную премию жюри в номинации «Премьеры». Выступив с этой же песней на музыкальном фестивале TOPtrendy в Сопоте, группа стала победителем в конкурсе «Trendy». Позднее, в 2006 году был издан ещё один сингл с альбома Music Hal «Poziom adrenaliny».

## Список композиций
В альбом Music Hal включено 12 треков:
| №   | Название            | Текст песни                                                                             | Музыка                             | Длительность |
| --- | ------------------- | --------------------------------------------------------------------------------------- | ---------------------------------- | ------------ |
| 1.  | «Kiebyś ty...»      | Себастьян Карпель / Бартоломей Кудасик / Войцех Топа / Ванда Шадо Кудасикова / Юзеф Хыц | Матеуш Поспешальский               | 3:37         |
| 2.  | «Poziom adrenaliny» | Юзеф Хыц / Себастьян Карпель / Бартоломей Кудасик / Войцех Топа                         | Матеуш Поспешальский               | 3:14         |
| 3.  | «Ballada o Józku»   | Себастьян Карпель / Бартоломей Кудасик                                                  | Матеуш Поспешальский               | 6:14         |
| 4.  | «Krapka soli»       | Бартоломей Кудасик                                                                      | Ян Поспешальский                   | 5:21         |
| 5.  | «Zol miłości»       | Ванда Шадо Кудасикова                                                                   | Матеуш Поспешальский               | 5:03         |
| 6.  | «Siadoj z nami»     | Себастьян Карпель / Бартоломей Кудасик                                                  | Карим Мартусевич                   | 3:15         |
| 7.  | «Milczenie owiec»   | Бартоломей Кудасик                                                                      | Матеуш Поспешальский               | 6:01         |
| 8.  | «Obidi maju»        | Бартоломей Кудасик / Матеуш Поспешальский                                               | Матеуш Поспешальский               | 4:46         |
| 9.  | «Kiedy se póde»     | Себастьян Карпель / Бартоломей Кудасик                                                  | Лидия Поспешальская                | 3:37         |
| 10. | «Kac»               | Ванда Чубернатова                                                                       | Матеуш Поспешальский / Пётр Рыхлец | 4:23         |
| 11. | «Ramala»            | Юзеф Хыц / Себастьян Карпель / Бартоломей Кудасик / Войцех Топа / Ванда Шадо Кудасикова | Матеуш Поспешальский               | 4:40         |
| 12. | «Pozdrowienie»      | Казимеж Пшерва-Тетмайер                                                                 | Марцин Поспешальский               | 2:42         |

## Участники записи
В записи принимали участие:
Zakopower
- Себастьян Карпель-Булецка[пол.] — вокал, скрипка, слова;
- Бартоломей (Бартек) Кудасик — вокал, альт, слова;
- Войцех Топа — вокал, скрипка, слова;
- Юзеф Хыц — вокал, подгальские басы, слова;
- Пётр (Фалько) Рыхлец — клавишные инструменты, микширование;

а также
- Матеуш Поспешальский[пол.] — музыка, слова, аранжировка, продюсирование, микширование, клавишные инструменты, перкуссия;
- Карим Мартусевич[пол.] — музыка, контрабас, пила;
- Марцин Поспешальский[пол.] — музыка, бас-гитара, контрабас;
- Томас Санчес — перкуссия;
- Пётр Жижелевич (Стопа)[пол.] — ударные;
- Марек Поспешальский — скретч;
- Ян Поспешальский[пол.] — музыка;
- Лидия Поспешальская[пол.] — музыка;
- Ванда Шадо Кудасикова — слова;
- Богуслава Кудасик — вокал, бэк-вокал;
- Матеуш Хульбуй — бэк-вокал;
- Антонина Кудасик — бэк-вокал;
- Ян Кудасик — бэк-вокал;
- Ханна Топа — бэк-вокал;
- Якуб Топа — бэк-вокал;
- Вавринец Топа — бэк-вокал;
- Яцек Гавловский[пол.] — мастеринг;
- Анна Глушко — фотографии;
- Сильвия Словатыцкая — фотографии.